# Michel Adama-Tamboux
Michel Adama-Tamboux, né le 3 décembre 1928 à Zémio en Oubangui-Chari et mort le 18 mars 2018 à Bangui en République centrafricaine, est un homme politique centrafricain.

## Biographie

### Jeunesse
Ancien élève de l’école normale de Mouyondzi (Moyen-Congo), Michel Adama Tamboux reçoit une formation d’instituteur.
Nouveau: ÉCOLE PRIMAIRE : Ecole Saint-Jean de Bambari du CP1 au CM2
COLLÈGE : Collège de Bambari, de la 6e en 3e   
ÉTUDES SUPÉRIEURES :
-Cours Normal d’instituteurs de Mouyandzi (Congo Français)
- Ecole des Cadres Supérieurs de Brazzaville (Congo Français)	
-Stage  à l’Ecole Normale de Saint Cloud de Paris (France)

### Carrière politique
Avant l'indépendance, Michel Adama Tamboux est élu par deux fois (en 1957 et 1959) conseiller à l’Assemblée Territoriale de l’Oubangui-Chari sous l'étiquette Mouvement de l’Évolution Sociale de l’Afrique Noire (MESAN). 
À partir du 9 mai 1960, il est le premier président de l'Assemblée Législative de la République Centrafricaine indépendante, jusqu'au coup d'État de la Saint-Sylvestre 1965.
Arrêté le 4 février 1966, il est libéré le 1er janvier 1970.
Il devient ensuite ambassadeur aux Nations-Unies puis en Égypte de 1970 à 1979
Le 28 mai 1998, il est nommé par le président Patassé à la présidence de la CEMI (Commission électorale mixte et indépendante). Il est alors considéré comme une personnalité indépendante, n'ayant aucune affiliation politique déclarée.

## Distinction
- Grand-croix de la reconnaissance Centrafricaine (RCA)
- Grand officier de l’ordre du mérite Centrafricain (RCA)
- Officier de l’ordre noir du Bénin (BENIN)
- Grand officier de la légion d’honneur République Française  des mains du Général De Gaulle (FRANCE)
- Commandeur des palmes académique France et Centrafrique  (FRANCE)
- Officier de l’ordre des arts et des lettres de la république Française (FRANCE)
- Grand officier du mérite Tchadien des mains du Président François Tombalbaye (TCHAD)
- Grand-croix du mérite Tunisien  des mains du Président Habib Bourguiba (TUNISIE)
- Grand-croix de l’ordre du Nil des mains du Président Anouar El Sadate (EGYPTE)
- Grand officier de l’étoile équatoriale du Gabon des mains du Président Léon Mba (GABON)